# Židé v Indii

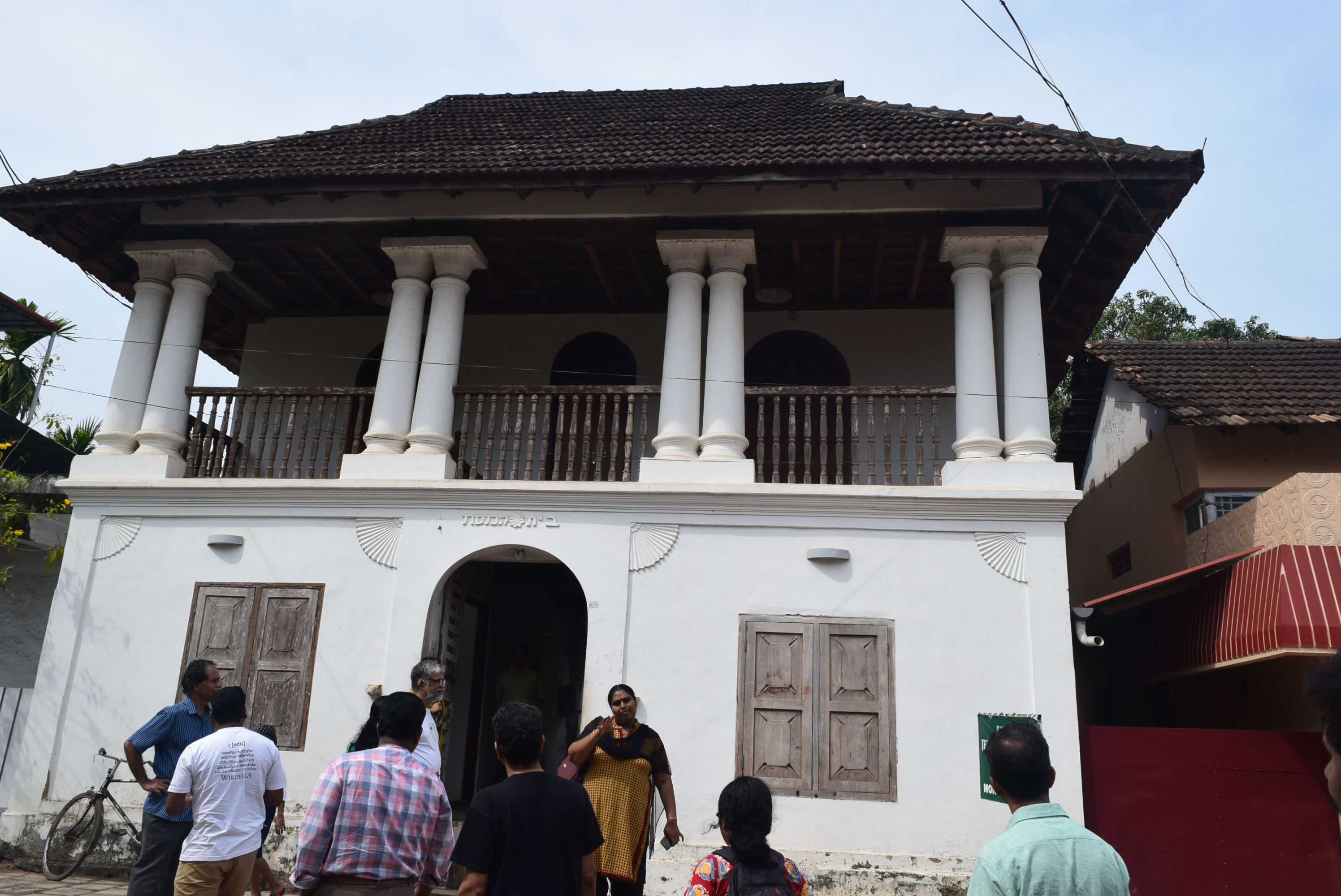
Muzeum židovské historie v Kérale

Židé v Indii tvoří národnostní i náboženskou menšinu v této asijské zemi.
První známá doložená židovská komunita se usídlila v Kóčinu na Malabárském pobřeží. Sami indičtí Židé zasazují příchod svých předků do doby zboření Šalomounova chrámu v 6. století př. n. l., ale je pravděpodobnější, že přišli podstatně později. Nejstarší nález, dokumentující přítomnost Židů v Indii, je z 9. století n. l. 
Jedna skupina mladší židovské přistěhovalecké vlny ze 16. století, jejíž příslušníci se souhrnně nazývali „paradésí“ ve smyslu „cizinci“, se usadila v Čennaí (dříve Madrás), hlavním městě státu Tamilnádu. Jemenští Židé se do této oblasti plavili za obchodem.
Židů bylo v Indii vždy maximálně několik desítek tisíc. Hráli významnou roli například při založení Bolywoodu. Po vzniku Státu Izrael se do něj velká většina z nich vystěhovala a na počátku 21. století bylo indických Židů méně než 5 tisíc.[zdroj?] Poslední větší komunity se nacházejí ve městech Mumbaí (dříve Bombaj) a Puné na západním pobřeží Indie ve státě Maháráštra.